# Prolatiforceps neariacensis
Prolatiforceps neariacensis là một loài ruồi trong họ Asilidae. Prolatiforceps neariacensis được Bromley miêu tả năm 1951.